# عزیزماه اسدالله‌یوا
عزیزماه اسدالله‌یوا (به تاجیکی: Азизмо Асадуллаева) بانوی اول تاجیکستان و همسر امامعلی رحمان، رئیس‌جمهور تاجیکستان است.

## زندگی و مقام بانوی اول
او در اواخر دههٔ ۱۹۵۰ در جمهوری شوروی سوسیالیستی تاجیکستان در اتحاد جماهیر شوروی به دنیا آمد. اطلاعات زیادی در مورد بانوی اول تاجیکستان در دست نیست، زیرا او به ندرت امامعلی رحمان را در طول جلسات یا سفرهای بین‌المللی همراهی می‌کند.